# Публий Сальвий Юлиан (консул 175 года)
Публий Сальвий Юлиан (лат. Publius Salvius Iulianus) — римский государственный деятель второй половины II века.
Его отцом был юрист Публий Сальвий Юлиан. Юлиан был родственником императорской семьи через своего деда Луция Катилия Севера Юлиана Клавдия Регина, который одновременно был приёмным дедом императора Марка Аврелия. В 175 году Юлиан занимал должность ординарного консула вместе с Луцием Кальпурнием Пизоном.
На момент смерти Марка Аврелия он находился на посту легата пропретора неизвестной провинции, «стоял во главе большого войска». Возможно, Юлиан возглавлял Верхнюю Паннонию, одну из мезийской провинцией, Каппадокию или Сирию. Вскоре Коммод приказал казнить Юлиана и префекта претория Публия Таруттиена Патерна по обвинению в желании захватить власть, хотя, как пишет Дион Кассий, «воины были на его стороне [Юлиана], он всё же не захотел затевать переворот, будучи порядочным человеком и питая самые добрые чувства к Марку даже после его смерти». «История Августов» пишет, что Коммод считал будто Патерн выдает свою дочь замуж за сына Юлиана с целью передать Юлиану императорскую власть.